# Suresnes
Suresnes es una ciudad de Francia situada en el departamento de Altos del Sena, en la región de Isla de Francia. Tiene una población estimada, a inicios de 2022, de 49 311 habitantes.
Ubicada a orillas del Sena, frente al Bois-de-Boulogne, la ciudad se extiende sobre la colina del Mont Valérien, el punto más alto de la región parisina (162 metros sobre el nivel del mar).
Situada a las afueras de París y a 2 minutos del centro de negocios de La Défense, tiene una infraestructura de transporte que la sitúa en el corazón de la actividad de la región. De muy fácil acceso por carretera, Suresnes también dispone de una amplia red de transporte público, integrada por tranvías, trenes y autobuses.

## Demografía
| 39 100 | 40 616 | 37 537 | 35 187 | 35 998 | 39 706 | 49 104 |
| Para los censos de 1962 a 1999 la población legal corresponde a la población sin duplicidades (Fuente: INSEE [Consultar]) |        |        |        |        |        |        |

## Historia
Desde el siglo X, Suresnes formaba parte de los dominios reales. Carlos el Simple la cedió al abad de Saint-Germain-des-Prés. En 1070 se erigió como parroquia.
En 1593, Enrique IV autorizó las conferencias entre católicos y protestantes en las que se decidió que el rey adoptara la religión católica.
En el siglo XV, algunos laicos deseosos de una vida retirada se trasladaron al Mont Valérien. En el XVI se constituyó una comunidad de eremitas. En 1634 se iniciaron las peregrinaciones al monte, construyéndose un calvario con capillas sufragadas por los miembros de la corte.
El uso religioso del monte finaliza cuando en 1840 se decide por el gobierno Thiers la construcción de fortificaciones en torno a París. En 1841, sobre las ruinas de una abadía, se inició la construcción del fuerte de Mont Valérien, que participó en la guerra franco-prusiana y en la represión de la Comuna.
Con el inicio de la guerra en 1914, Suresnes se transformó en uno de los principales lugares de fabricación de material de artillería.
Durante la Segunda Guerra Mundial, el fuerte de Mont Valérien
fue prisión de resistentes, muchos de los cuales fueron ejecutados allí.
Del 11 al 13 de octubre de 1974 se celebró el Congreso de Suresnes, último del PSOE en el exilio.

## Hospital
- Hospital Foch

## Educación
- Institut national supérieur de formation et de recherche pour l'éducation des jeunes handicapés et les enseignements adaptés
- SKEMA Business School

## Arte
Suresnes cuenta con un Museo de Historia Urbana y Social (MUS), dedicado al urbanismo social de entreguerras.